# 岭南科学杂志
《岭南科学杂志》（Lingnan Science Journal）是一份由岭南大学农学院创办的英文学术期刊，于1922年创刊，至1952年12月终刊，共出版23卷。
最初名为《岭南农事半年刊》（The Lingnaam Agricultural Review），刊登与生物学及农学相关的内容；从1928年第5卷开始更名为《岭南科学杂志》（Lingnan Science Journal），并从半年刊改为季刊，每卷共四期。
《岭南科学杂志》在更名后，其收录的研究论文范围得到了扩大，涉及农业、园艺、畜牧业、农村经济、动物学、植物学、微生物学、人类学、医学、化学、物理学及地理学等方向的论文。在抗战期间及战后曾数次停刊，但仍然是中国出版时间最长的英文学术期刊之一。
《岭南科学杂志》所刊登的论文被美国的《生物学文摘》（Biological Abstracts）和英国的《动物学记录》（The Zoological Ｒecord）收录。每期发售至60个国家，约四百册。此外，该刊还被广泛用于与国外研究机构交流，根据1935年的统计结果，使用《岭南科学杂志》进行的各类期刊杂志等交流达到了513种，来自40多个国家的261个研究机构的出版物均得以囊括。